# ラヴェル・モリソン
ラヴェル・ライアン・モリソン（Ravel Ryan Morrison, 1993年2月2日 - ）は、イングランド・マンチェスター出身のサッカー選手。ジャマイカ代表。ポジションはMF。

## 経歴

### クラブ歴
2009年にマンチェスター・ユナイテッドFCのユースチームでキャリアをスタートさせ、2010年にトップチーム昇格した 。10月16日、フットボールリーグカップのウルヴァーハンプトン・ワンダラーズFC戦でプロデビューを果たした。
2012年1月31日、フットボールリーグ・チャンピオンシップのウェストハム・ユナイテッドFCに3年半契約で移籍した。3月17日、リーズ・ユナイテッドAFC戦で移籍後初出場を果たした 。
2012年夏、バーミンガム・シティFCにレンタル移籍した。
2014年2月19日、クイーンズ・パーク・レンジャーズFCにシーズン終了までレンタル移籍した。
同年9月23日、12月26日までの短期ローンでEFLチャンピオンシップのカーディフ・シティFCに加入した。
2015年、SSラツィオに移籍した。
2019年2月14日、半年間の契約でスウェーデンのエステルスンドFKに移籍した。
2019年7月16日、シェフィールド・ユナイテッドFCのトライアルに合格し1年契約を結んだ。
2020年9月21日、ADOデン・ハーグに移籍し、1年契約を交わした。また、これにより、クラブ史上初のジャマイカ人となった。
2021年1月9日、ADOデン・ハーグとの契約を解除したと発表された。ここまで公式戦5試合出場にとどまっていた。
2021年8月7日、EFLチャンピオンシップのダービー・カウンティFCに1年契約で加入。
2022年7月21日、D.C. ユナイテッドへ加入した。契約期間は2023年12月末までの1年半で、1年間の延長オプションがついている。

### 代表歴
イングランド代表として各年代でプレーしていたが、フル代表はジャマイカ代表でプレー。2020年11月に初招集、5日のサウジアラビア戦でジャマイカ代表デビューを果たした。

## 個人成績

### クラブでの出場記録
| クラブ                         | シーズン | リーグ             | リーグ | リーグ | FAカップ | FAカップ | フットボールリーグカップ | フットボールリーグカップ | ヨーロッパ | ヨーロッパ | その他 | その他 | 通算 | 通算 |
| クラブ                         | シーズン | ディビジョン       | 出場   | 得点   | 出場     | 得点     | 出場                     | 得点                     | 出場       | 得点       | 出場   | 得点   | 出場 | 得点 |
| ------------------------------ | -------- | ------------------ | ------ | ------ | -------- | -------- | ------------------------ | ------------------------ | ---------- | ---------- | ------ | ------ | ---- | ---- |
| マンチェスター・ユナイテッドFC | 2010–11  | プレミアリーグ     | 0      | 0      | 0        | 0        | 1                        | 0                        | 0          | 0          | 0      | 0      | 1    | 0    |
| マンチェスター・ユナイテッドFC | 2011–12  | プレミアリーグ     | 0      | 0      | 0        | 0        | 2                        | 0                        | 0          | 0          | 0      | 0      | 2    | 0    |
| マンチェスター・ユナイテッドFC | 通算     | 通算               | 0      | 0      | 0        | 0        | 3                        | 0                        | 0          | 0          | 0      | 0      | 3    | 0    |
| ウェストハム・ユナイテッドFC   | 2011–12  | チャンピオンシップ | 1      | 0      | —        | —        | —                        | —                        | —          | —          | 0      | 0      | 1    | 0    |
| バーミンガム・シティFC (loan)  | 2012–13  | チャンピオンシップ | 27     | 3      | 2        | 0        | 1                        | 0                        | —          | —          | —      | —      | 30   | 3    |
| ウェストハム・ユナイテッドFC   | 2013–14  | プレミアリーグ     | 6      | 2      | —        | —        | 2                        | 2                        | —          | —          | —      | —      | 8    | 4    |
| 総通算                         | 総通算   | 総通算             | 34     | 5      | 2        | 0        | 6                        | 2                        | 0          | 0          | 0      | 0      | 42   | 7    |